# Arnaud Demuynck
Arnaud Demuynck, né le 11 août 1966 à Courtrai en Belgique, est un réalisateur, scénariste, producteur et acteur de doublage belge.

## Biographie
Après un bref parcours en école de commerce, Arnaud Demuynck obtient un Master en littérature de cinéma à l’Université libre de Bruxelles et devient producteur en structure associative (Lux Fugit Films) et scénariste indépendant en 1992. Il écrit alors plusieurs scénarios mis en images par d’autres réalisateurs, et produit plusieurs courts métrages de fiction.
En 1995, il crée Les Films du Nord à Roubaix et La Boîte,… Productions (SA) en 1997 à Bruxelles pour coproduire un long métrage de fiction (Chacun pour soi de Bruno Bontzolakis), deux documentaires (Polders et Post-mortem) en plus d’une vingtaine de courts métrages de fiction, dont quelques-uns en animation.
En 2000, il écrit et réalise L'Écluse, une « courte fiction chorégraphique » et l'année suivante décide de se consacrer exclusivement à l’animation et réalise sa « trilogie chorégraphique » : Signes de vie (2004), À l’ombre du voile (2006) et L'Évasion (2007).
Son objectif est de rassembler les moyens financiers permettant d'offrir des conditions professionnelles adéquates aux auteurs et techniciens artistiques. Cette démarche est à l’origine en France de la création du Collectif des producteurs de courts métrages d’animation[réf. nécessaire].
Arnaud Demuynck a écrit le scénario original de deux moyens métrages de 26 minutes pour le jeune public : Le Parfum de la carotte (coréalisé avec Rémi Durin) et Le Vent dans les roseaux (coréalisé avec Nicolas Liguori).
Il est aussi le coproducteur belge du long métrage animé Une vie de chat, d’Alain Gagnol et Jean-Loup Felicioli, produit par Folimage.

## Filmographie
En tant que Réalisateur
- 2001 : L'Écluse
- 2004 : Signes de vie
- 2006 : À l’ombre du voile
- 2007 : L’Évasion (coréalisation Gilles Cuvelier et Gabriel Jacquel)
- 2008 : La Vita Nuova (coréalisation Christophe Gautry)
- 2009 : Mémoire fossile (coréalisation Anne-Totaro)
- 2009 : Sous un coin de ciel bleu (coréalisation Cecilia Marreiros Marum)
- 2010 : Le Concile lunatique (coréalisation Christophe Gautry)
- 2012 : Un spectacle interrompu (coréalisation Christophe Gautry)
- 2013 : Le Parfum de la carotte (coréalisation Rémi Durin)
- 2015 : La Chasse au dragon, d’après l’œuvre d’Andréa Nève et de Jean-Luc Englebert
- 2017 : Le Vent dans les roseaux (coréalisation Nicolas Liguori)
- 2017 : Trop Petit Loup
- 2017 : Le Quatuor à cornes (coréalisation Benjamin Botella)
- 2018 : C'est moi le plus fort (coréalisation Anaïs Sorrentino)
- 2018 : C'est moi le plus beau (coréalisation Anaïs Sorrentino)
- 2019 : Le Quatuor à cornes : Là-haut sur la montagne (coréalisation Benjamin Botella)
- 2020 : Dame Saisons (coréalisation Célia Tisserant)
- 2022 : Yuku et la Fleur de l'Himalaya (coréalisation Rémi Durin)
- 2022 : Grosse Colère (coréalisation Célia Tisserant)
- 2022 : Quand j'avais peur du noir (coréalisation Célia Tisserant)
- 2023 : Va-t'en, Alfred ! (coréalisation Célia Tisserant)